# Józefa Dobieszewska
Józefa Teresa Antonina  Dobieszewska z domu Śmigielska (ur. 15 października 1820 w Warszawie, zm. 22 września 1899 w Marienbadzie; ps. Weredyk) – polska powieściopisarka i publicystka, która znaczną część swoich artykułów poświęciła prawu kobiet do wykształcenia.
Żywo dyskutowany był jej artykuł prasowy Do piszących kobiet z Dziennika Warszawskiego z 1854. W latach 1856–1857 wydała sześć tomów kryptoperiodyku „Zabawy Przyjemne i Pożyteczne” przeznaczonego dla młodzieży. W 1858 ukazała się jej powieść dydaktyczna Nie zawsze ten zbiera, kto sieje. Od 1861 wydawała „Zabawy Umysłowe dla Młodego Wieku”, zaś w latach 1861–1867 „Kółko Domowe”. W 1865 poślubiła dra Z. Dobieszewskiego, a w 1870 przeniosła się do Galicji. Następnie w latach 1872–1873 pisała pod pseudonimem korespondencje Znad Wisły i znad Pełtwi do pisma „Niwa”.